# Biogeen materiaal
Biogeen materiaal is elk willekeurig materiaal dat is geproduceerd door, of afkomstig is van, organismen.
Voorbeelden:
- Toxische aminen (histamine, putrescine, cadaverine, spermine) in eiwithoudende producten, die in een te hoge concentratie in potentie allergeen of zelfs giftig zijn, zoals in bedorven worst. Ze worden aangemaakt tijdens de zuurstofloze afbraak (fermentatie) van eiwitten, door bacteriën of schimmels.
- Biobrandstoffen, bijvoorbeeld koolzaadolie; fossiele brandstoffen, zoals aardolie; en brongas of moerasgas.
- Organische stof, bestaande uit vooral plantenresten, in de bodemkunde.
- Medicijnen, betrokken van planten, bijvoorbeeld paclitaxel.
- Een rif is een min of meer vaste, geologische structuur, in zoet water of in zee, die uit de skeletten van één of meer plant- of diersoorten is opgebouwd.
- Biogeen zand is van organische samenstelling en is meestal afkomstig uit de zee. Het kan zowel van dierlijke als van plantaardige afkomst zijn.
- Sideriet wordt gevormd in biogeen afzettingsgesteente, bijvoorbeeld in kalksteen.